# Bosznia-hercegovinai Horvát Demokratikus Közösség
A Bosznia-hercegovinai Horvát Demokratikus Közösség (bosnyákul és horvátul: Hrvatska demokratska zajednica Bosne i Hercegovine, röviden HDZ BiH) egy kereszténydemokrata, horvát nacionalista politikai párt Bosznia-Hercegovinában, amely elsősorban a boszniai horvátok érdekeit képviseli. A párt társult tagja az Európai Néppártnak, központja Mostar városában található.

## Története
A pártot 1990. Augusztus 18-án alapították, első kongresszusát Szarajevóban tartotta. Azóta részt vett minden többpárti választáson Bosznia-Hercegovinában 1991-től kezdődően. 2000-ig rendszeresen élvezte a horvát szavazók támogatását, és több alkalommal is részt vett a kormányalakításban. 2002-ben hatalomra került, és 2010-ig kormányon is maradt. 2014 óta ismét a kormánykoalíció része.
A 2002. októberi általános választásokon a párt a Horvát Koalíció (Hrvatska Koalicija) részeként indult, amely a szavazatok 9,5%-át szerezte meg. Ennek eredményeként öt mandátumot nyert a boszniai parlament képviselőházában (a 42-ből), valamint 16 helyet a Föderáció Képviselőházában (a 98-ból).
Története során a pártnak kilenc elnöke volt, jelenlegi vezetője 2005. június 5. óta Dragan Čović.

## Lásd még
- Horvát Demokratikus Közösség